# 전우 (2010년 드라마)
《전우》는 2010년 6월 19일부터 2010년 8월 22일까지 방송되었던 KBS 1TV 주말 특별 기획 드라마로 한국 전쟁을 배경으로 하였다.

## 등장 인물

### 이현중 분대
- 최수종 : 이현중 중사 역 - 1분대 분대장, 
일등중사 > 이등상사 (아역 김범중)
- 김뢰하 : 박일권 중사 역 - 전 2분대 분대장, 현 1분대원, 
이등중사 > 일등중사
- 임원희 : 김준범 하사 역 - 1분대원, 무전병, 
하사 > 이등중사
- 박상욱 : 백승진 하사 역 - 전 2분대원, 현 1분대원, 중화기, 
하사 > 이등중사
- 남성진 : 염하진 일병 역 - 전 2분대원, 현 1분대원, 저격수, 
일등병 > 하사
- 홍경인 : 양상길 일병 역 - 전 2분대원, 현 1분대원, 소총수, 
일등병 > 하사
- 류상욱 : 박주용 일병 역 - 1분대원, 위생병, 
일등병 > 하사
- 이승효 : 정택수 일병 역 - 1분대원, 소총수, 
일등병 > 하사
- 안용준 : 김범우 이병 역 - 전 2분대원, 현 1분대원, 부사수, 
이등병 > 일등병

### 국군
- 이덕화 : 박웅 장군 역 - 육군 제 13 보병사단장, 
준장
- 이주석 : 김중산 역 - 2소대 소대장, 현중의 직속상관, 
소위
- 이채영 : 최단영 일병 역 - 국군 해병대원
- 이원발 : 참모장교 역 - 제 13 보병사단 참모장교, 대령
- 강신조 : 통신장교 역 - 제 13 보병사단 통신장교, 
대위 > 소령
- 고정민 : 최선영 일병 역 - 국군 해병대원. 단영의 언니
- 유다인 : 정숙 역 - 육군병원 종군 간호사
- 고인범 : 특무대장 역 - 원주 특무부대 대장, 소령
- 배성우 : 특무대원 1 역 - 원주 특무대 대원, 
대위
- 유형관 : 특무대원 2 역 - 원주 특무대 대원, 
대위
- 신준영 : 특무대원 3 역 - 원주 특무대 대원, 
대위
- 손선근 : 특무대원 4 역 - 원주 특무대 대원, 
대위
- 정유찬 : 특무대원 5 역 - 원주 특무대 대원, 
대위
- 조성규 : 대대장 1 역 - 국군 대대장, 
소령
- 이정성 : 대대장 2 역 - 국군 대대장, 
소령
- 전현 : 최현수 소령 역 - 3수용소 국군 포로
- 전헌태 : 강철중 중사 역[1] - 3수용소 국군 포로
- 조창근 : 유지원 중사 역 - 3수용소 국군 포로
- 김주호 : 3수용소 국군 포로 역
- 김일권 : 3수용소 국군 포로 역
- 문혁 : 3수용소 자치대원 1 역
- 위양호 : 3수용소 자치대원 2 역
- 이태림 : 3수용소 자치대원 3 역
- 최동엽 : 군단 헌병 장교 역 - 소령
- 박정우 : 해병 대위 역 - 국군 해병대 대위
- 송승용 : 분대장 역 - 국군 분대장
- 오희준 : 통신병 역 - 13사단 통신병
- 한성용 : 한성용 이병 역 - 국군 병사
- 백민 : 제 13 보병사단 헌병대장, 소령
- 공재원 : 육군 군의관 역

### 인민군
- 이태란 : 이수경 역 - 인민군 대위 및 저격단장
- 김명수 : 천용택 역 - 인민군 특무상사
- 정태우 : 천성일 - 인민군 하전사, 전 국군 1분대 분대원
- 정희태 : 원철 역 - 인민군 상급병사
- 김혜진 : 윤정임 역 - 신흥 제 3수용소 포로교관 정치부장
- 박철호 : 인민군 경비단장 역 - 제 7특수경비단장, 신임 신흥 제 3수용소장
- 이용진 : 인민군 수용소장 역 - 신흥 제 3수용소장
- 유태웅 : 경비대장 역 - 신흥 제 3수용소 경비대장
- 이정용 : 인민군 탈영병 역 - 신흥 제 3수용소 인민군 수용자
- 조재완 : 경비대원 역 - 신흥 제 3수용소 경비대원
- 오용 : 오 중사 역 - 보위부 함남총국 요원
- 유종근 : 중공군 대장 역 : 병참기지 중공군 지휘관
- 김민승 : 이진구 역 - 정임의 후임 포로교관 및 정치부원
- 맹세창 : 권오성 역 - 인민군 소년병 및 범우 새친구
- 김영준 : 한경수 역 - 인민군 병사. 주용의 친구
- 전익령 : 2호 저격대원 역 - 이수경 소속 저격대원
- 이우석 : 이학수 역 - 인민군 제 1사단 총좌
- 한창현 : 인민군 장교 역
- 이창호 : 인민군 군의관 역
- 김민진 : 인민군 병사 1 역
- 구중림 : 인민군 병사 2 역

### 아이
- 최예빈 : 김소희 (제2단 병사)역

### 풍산유격대
- 이인혜 : 정화 역 - 유격대원, 태식의 며느리
- 허재호 : 강칠 역 - 유격대원
- 이대로 : 태식 역 - 풍산유격대장
- 강성하 : 천유 역 - 유격대원
- 최건호 : 유격대원
- 류성훈 : 유격대원

### 그 외 인물
- 박칠용 : 권오성 부 역
- 박순천 : 권오성 모 역
- 유순철 : 노인 역
- 권성현 : 염하진의 아내 역
- 문혁 : 권하사 역
- 함진성 : 인민군 경비 대장 엮
- 박원호 : 한국군 학도병 역
- 이재우
- 가득희
- 한춘일

### 특별출연
- 김규철 : 독수리 2대대 대대장, 소령

## 여담

### 건군 초기 군 계급체계
건군 초기 대한민국 국군의 계급 체계는 지금과 많이 달랐으며, 계급장의 경우 장교, 준사관은 옷깃에, 이등병부터 특무상사까지의 병, 부사관은 군복 상의 왼쪽 중앙에 있는 주머니에 부착하였다. 그리고 1970년대의 국군 부사관 계급장은 지금과 달리 병장 계급장 위에 있었으며, 부사관 권익신장이라는 명목하에 부사관 계급장 부착 위치가 장교와 동일하게 변경되었다.

### 장교
<장성급>
- 대원수[3]
- 원수[4]

- 대장[5]
- 중장
- 소장
- 준장

<영관급>
- 대령[7]
- 중령
- 소령

<위관급>
- 대위
- 중위
- 소위

### 준사관
- 준위[9]

### 부사관
- 특무상사 :[10]
- 일등상사 :[11]
- 이등상사 :[12]
- 일등중사 :[13]
- 이등중사 :[14]

### 병
- 하사 :[15]
- 일등병 :[16]
- 이등병 : (16번 각주 참고.)

## 시청률
최저 시청률과 최고 시청률은 시청률 조사회사와 지역별로 시청률에 차이가 있을 수 있습니다.
| 2010년      | 2010년      | 2010년         | 2010년       | 2010년         | 2010년       |
| 회차        | 방송일      | TNmS 시청률    | TNmS 시청률  | AGB 시청률     | AGB 시청률   |
| 회차        | 방송일      | 대한민국(전국) | 서울(수도권) | 대한민국(전국) | 서울(수도권) |
| ----------- | ----------- | -------------- | ------------ | -------------- | ------------ |
| 제1회       | 6월 19일    | 16.7%          | 16.4%        | 16.1%          | 16.1%        |
| 제2회       | 6월 20일    | 16.9%          | 16.1%        | 15.6%          | 15.0%        |
| 제3회       | 6월 26일    | 17.0%          | 15.8%        | 17.4%          | 16.9%        |
| 제4회       | 6월 27일    | 15.1%          | 14.0%        | 14.8%          | 14.2%        |
| 제5회       | 7월 3일     | 12.7%          | 12.1%        | 12.9%          | 12.1%        |
| 제6회       | 7월 4일     | 14.4%          | 14.0%        | 13.4%          | 12.9%        |
| 제7회       | 7월 10일    | 13.2%          | 13.1%        | 12.0%          | 10.5%        |
| 제8회       | 7월 11일    | 15.0%          | 14.3%        | 14.2%          | 12.8%        |
| 제9회       | 7월 17일    | 13.9%          | 13.6%        | 13.1%          | 11.5%        |
| 제10회      | 7월 18일    | 15.4%          | 15.6%        | 13.6%          | 12.7%        |
| 제11회      | 7월 24일    | 14.3%          | 13.2%        | 13.8%          | 12.7%        |
| 제12회      | 7월 25일    | 15.1%          | 13.8%        | 14.2%          | 13.3%        |
| 제13회      | 7월 31일    | 13.2%          | 12.6%        | 12.1%          | 12.0%        |
| 제14회      | 8월 1일     | 14.3%          | 13.9%        | 14.0%          | 13.7%        |
| 제15회      | 8월 7일     | 14.5%          | 14.2%        | 13.9%          | 13.4%        |
| 제16회      | 8월 8일     | 16.1%          | 15.1%        | 16.2%          | 15.6%        |
| 제17회      | 8월 14일    | 15.6%          | 14.7%        | 14.0%          | 13.2%        |
| 제18회      | 8월 15일    | 17.9%          | 17.2%        | 16.8%          | 15.5%        |
| 제19회      | 8월 21일    | 14.3%          | 14.0%        | 12.4%          | 11.0%        |
| 제20회      | 8월 22일    | 16.2%          | 16.0%        | 14.4%          | 13.4%        |
| 평균 시청률 | 평균 시청률 | 15.1%          | 14.5%        | 14.3%          | 13.4%        |

## 참고 사항
- KBS 2TV 수목 드라마 《신데렐라 언니》 후속으로 기획되었으나 같은 소재로 MBC 수목 드라마 《로드 넘버원》이 수목 드라마로 편성되자 해당 시간대를 피해 KBS 1TV 주말 특별 기획 드라마 《거상 김만덕》 후속으로 자리를 옮겼다.[19]
- 당초 이훈이 백승진 역으로 낙점되었으나 개인 사정 때문에 고사했다.[20]
- 포스터를 영화 《라이언 일병 구하기》와 표절했다.
- 전체적으로 보자면 졸작에 해당된다는 평가가 있다.[21] 심지어 총소리를 KBS 1TV 대하 드라마 《불멸의 이순신》에서 사용했던 화살 소리로 재탕해서 굉장히 어색하다.

## 같이 보기
- 드라마 《전우》 (1975년)
- 드라마 《전우》 (1983년)